# 哈根山縣
5°50′46″S 144°13′23″E / 5.846°S 144.223°E
哈根山縣（英語：Mount Hagen District），是巴布亞新畿內亞的縣份之一，位於新畿內亞島東部，由西高地省負責管轄，首府設於芒特哈根，面積523平方公里，2011年人口123,299，人口密度每平方公里240人。